# Геометрия
 Тази статия е за клона на математиката.  За труда на Рене Декарт вижте Геометрия (Рене Декарт).  
Геометрията (от старогръцки: γεωμετρία; от γῆ-, „земя“, и μέτρον, „измерване“) е клон на математиката, един от най-ранните, наред с аритметиката. Той изучава свойствата на пространството, свързани с разстояние, форма, размер и относително положение на обектите в него.
До XIX век геометрията остава почти изцяло ограничена до създадената през Античността Евклидова система, базирана на фундаментални концепции, като точка, права, равнина, разстояние, ъгъл, повърхнина и крива.
Няколко открития през XIX век разширяват драматично обхвата на геометрията. Едно от първите сред тях е Гаусовата превъзходна теорема, според която гаусовата кривина на дадена повърхнина е независима от вместването ѝ в определено евклидово пространство. От това следва, че повърхнините могат да бъдат изследвани сами по себе си, въз основа на което са развити теорията на многообразията и римановата геометрия. По-късно през XIX век се установява, че без да се стига до вътрешни противоречия може да се развият геометрии, нарушаващи аксиомата за успоредните прави – неевклидови геометрии. Не след дълго те намират практическо приложение в области на физиката, като общата теория на относителността.
През следващите десетилетия обхватът на геометрията продължава да се разширява и в нея се разграничават множество подобласти, въз основа на използваната методология – диференциална геометрия, алгебрична геометрия, изчислителна геометрия, алгебрична топология, дискретна геометрия и т.н. – или на игнорираните свойства на евклидовите пространства – проективна геометрия (отчита само разположението на точките, но не и разстоянията и успоредността), афинна геометрия (пренебрегва ъглите и разстоянията), крайна геометрия (пренебрегва непрекъснатостта) и други.
Първоначално създадена като модел на физичния свят, геометрията има приложения в почти всички природни науки, както и в изобразителното изкуство, архитектурата и други дейности, свързани с графиката. Геометрията намира приложение и в области на математиката, които на пръв поглед нямат нищо общо с нея. Например, методите на алгебричната геометрия са в основата на доказателството на Андрю Уайлс на последната теорема на Ферма, задача, първоначално поставена в контекста на елементарната аритметика и останала неразрешена в продължение на столетия.

## История
Най-старите свидетелства за наченки на геометрия са от древните Месопотамия и Египет от II хилядолетие пр. Хр. Ранната геометрия е набор от емпирично установени отношения между дължини, ъгли, площи и обеми, изведени, заради практичните нужди на земемерството, строителството, астрономията и различни занаяти. Най-ранните текстове, посветени на геометрията, са египетските Папирус на Ахмес (ок. 2000 – 1800 пр. Хр.) и Московски математически папирус (ок. 1890 пр. Хр.) и вавилонски глинени таблички, като „Плимптън 322“ (ок. 1900 пр. Хр.). Например, Московският папирус включва формула за изчисляване на обема на пресечена пирамида. По-късни глинени таблички (350 – 50 пр. Хр.) показват, че вавилонските астрономи използват геометрията на трапеца за изчисляване на движението на Юпитер в пространството време-скорост, изпреварвайки с 14 столетия Оксфордските калкулатори и тяхната теорема за средната скорост. В Нубия също създават своя оригинална геометрична система, включваща ранни варианти на слънчеви часовници.
През VII век пр. Хр. гръцкият математик Талес използва геометрия, за решаването на задачи като изчисляването на височината на пирамиди и разстоянието на кораби от брега. На него се приписва първата употреба на дедуктивни разсъждения в геометрията при извеждането на четири следствия от теоремата на Талес.Питагорейската школа оставя първото известно доказателство на питагоровата теорема, макар самата теорема да е известна дълго преди това. През IV век пр. Хр. Евдокс от Книд създава метода на изчерпването, с който се изчисляват площи и обеми на криволинейни фигури, както и теория на съотношенията, която избягва проблема с несъизмеримите величини и става основа на значителен напредък в по-късната геометрия.
Към 300 година пр. Хр. александрийският учен Евклид прави революция в геометрията. Неговите „Елементи“, често определяни като най-успешният и най-влиятелен учебник в историята, въвежда аксиоматичния метод на строги доказателства и става първият пример на формат, използван в математиката и в наши дни – на дефиниции, аксиоми, теореми и доказателства. Макар голяма част от съдържанието на „Елементи“ да е известна от по-рано, Евклид го подрежда в единна съгласувана логична рамка. „Елементи“ остават добре известни сред образованите хора на Запад до средата на XX век, а съдържанието им понякога се използва в преподаването на геометрия и в наши дни. През III век пр. Хр. Архимед използва метода на изчерпването за изчисляване на площта под парабола и изчислява с голяма точност стойността на съотношението π. Той изследва също архимедовата спирала и извежда формули за обема на ротационни повърхнини.
Индийските математици също работят в областта на геометрията. „Шатапатха Брахмана“ (III век пр. Хр.) съдържа правила за ритуални геометрични построения, подобни на тези в още по-старите Шулбасутри. Шулбасутрите включват най-старото известно словесно описание на питагоровата теорема, макар че още преди тях тя вече е известна на древните вавилонци. В Бахшалийския ръкопис (датиран различно между III-IV век и IX-X век) са включени няколко геометрична задачи, включително за обем на неправилни тела. Арябхата (VI век) описва начини за изчисляване на площи и обеми. Брахмагупта (VII век) извежда известната си теорема за диагоналите на вписан четириъгълник и формула за лицето му (обобщение на хероновата формула и разглежда свойствата на триъгълниците с рационални страни и площи.
Средновековната ислямска математика също допринася за развитието на геометрията, особено на алгебричната геометрия. Ал-Махани (IX век) предлага идеята за редуциране на геометрични задачи, като тази за удвояването на куба, до алгебрични. По същото време Сабит ибн Кура се занимава с аритметични действия, приложени върху отношенията на геометрични величини, допринасяйки за появата на аналитичната геометрия. Омар Хаям предлага геометрични решения на кубични уравнения с използване на пресичащи се конични сечения, подход, използван и преди това от автори като Менехм, Архимед и Ибн ал-Хайтам, но той ги обобщава, така че да обхвящат всички кубични уравнения с положителни корени. Теоремите на Ибн ал-Хайтам, Омар Хаям и Насир ад-Дин ат-Туси за четириъгълниците са ранни резултати на хиперболичната геометрия и предизвикват интереса на по-късни европейски геометри, като Витело, Леви бен Гершом, Джон Уолис и Джовани Джироламо Сакери, към въпроса за възможността на неевклидовите геометрии.
Началото на XVII век донася две нови насоки на напредък в геометрията. Първата е създаването на аналитичната геометрия, основана на координати и уравнения, от Рене Декарт и Пиер дьо Ферма. Тя се оказва необходимото предусловие за развитието на математическия анализ и прецизното количествено изучаване на физиката. Второто направление в развитието на геометрията през този период е систематичното разработване на проективната геометрия от Жирар Дезарг. Проективната геометрия изследва свойствата на фигурите, които остават непроменени от проекциите, особено във връзка с перспективата в изобразителното изкуство.
През XIX век развитието на две други области променят из основи посоката на развитие на геометрията. Това са откриването на неевклидовите геометрии от Николай Лобачевски, Янош Бояй и Карл Фридрих Гаус и формулирането на симетрията като централна концепция в Ерлангенската програма на Феликс Клайн, която обобщава евклидовата и неевклидовите геометрии. Двама от водещите геометри на епохата са Бернхард Риман, който работи главно с методите на анализа и въвежда римановата повърхнина, и Анри Поанкаре, създателят на алгебричната топология и геометричната теория на динамичните системи. В резултат на тези фундаментални промени в разбирането за геометрията, концепцията за пространство се разширява, превръщайки се в основа на теории в различни области – от комплексния анализ до класическата механика.

## Основни концепции

### Аксиоми
В своите „Елементи“ Евклид възприема абстрактен подход към геометрията, който и днес играе централна роля в математиката. Той въвежда няколко предварително приети твърдения – аксиоми, – изразяващи основни или самоочевидни свойства на геометричните обекти, от които чрез разсъждения извежда цяла система от други свойства и зависимости.
Петте аксиоми на евклидовата система са:
1. Възможно е да се построи права от всяка точка до всяка друга точка
2. Възможно е всяка отсечка да се удължи без прекъсване и в двете посоки
3. Възможно е да се построи окръжност с произволен център и произволен радиус
4. Вярно е, че всички прави ъгли са равни един на друг
5. Вярно е, че ако права пресича две прави с вътрешни ъгли от едната ѝ страна, по-малки от два прави ъгъла, двете прави се пресичат от тази страна на първата права (аксиома за успоредните прави)

През XIX век развитието на геометрията показва, че непротиворечиви геометрични системи – наричани неевклидови геометрии – могат да бъде изведени и без използването на аксиомата за успоредните прави. Това откритие предизвиква нов интерес към въпроса за необходимите аксиоми в геометрията, като Давид Хилберт изгражда нова аксиоматична система като основа на съвременната геометрия.

## Области

### Евклидова геометрия
Евклидовата геометрия е математическа система, разработена в Египет от древногръцкия математик Евклид от Александрия през III век пр.н.е. Неговото съчинение „Елементи“ е завършен труд върху геометрията, който става една от най-известните и влиятелни книги в математиката и историята на човечеството като цяло. Евклид въвежда малък на брой аксиоми – 22, и на тяхна основа доказва много други твърдения (теореми). Той пръв показва как тези твърдения могат да се обобщят в една дедуктивна логическа математична система. „Елементите“ на Евклид започват с равнинна геометрия и съдържат първите примери за математически доказателства. Те също така включват и пространствена геометрия в тримерно пространство, наричана още стереометрия. Евклидовата геометрия е разширена и за някои крайни измерения. Аксиомите на Евклид са съвсем очевидни и лесно доказуеми в практиката, не е трудно човек да се убеди във верността им, затова те остават единствените в продължение на 2000 години.
Стереометрията е дял от евклидовата геометрия, който изучава главно геометрични фигури в тримерното пространство. Тя изследва свойствата на фигурите, които не се изменят при движения в пространството и измерва обемите на различни тела като цилиндър, конус, пресечен конус, сфера, призма и други. В стереометрията основният подход, както и в планиметрията и дескриптивната геометрия е синтетичният подход. Името стереометрия се среща още в съчиненията на древногръцкия философ Аристотел, живял през IV в. пр.н.е. и възниква във връзка с практичните нужди на хората – измерване на лица и обеми, строеж на жилища и обществени сгради, отбранителни съоръжения и други. Пирамидата, призмата, конусът и цилиндърът не са изследвани преди времето на Платон.
Изследванията на египетските пирамиди, построени около 4000 г. пр.н.е., показват, че при изграждането им египтяните са разполагали със значителни познания по стереометрия.
Построенията с линийка и пергел са класически геометрични задачи за построение на търсена отсечка само с помощта на два чертожни инструмента, а именно линийка и пергел. Линийката служи за построяване на прави линии, а пергела за окръжности. Те не могат да бъдат заменени от триъгълник или транспортир. Аналитично погледнато, задачата за построение с линийка и пергел има за цел да изрази търсената отсечка посредством рационални математически операции и образуване на квадратен корен. Тези построения се изучават в България в 5 клас. Тези построения използват евклидовата геометрия.

### Диференциална геометрия
Диференциалната геометрия е дял от геометрията, в който геометричните обекти се изучават с методите на математическия анализ и по-специално диференциалното смятане и теорията на диференциалните уравнения. Основен принос за обособяването на диференциалната геометрия като отделен дял от геометрията има Карл Фридрих Гаус.
При изследвания на пространства и многообразия в диференциалната геометрия се въвеждат координати по подобие на въвеждането на координати в аналитичната геометрия. В тези пространства се влагат други геометрични обекти – например криви и повърхнини, които се задават чрез уравнения и достатъчен брой пъти диференцируеми функции.

#### Неевклидови геометрии
Неевклидовата геометрия е общ термин, обединяващ хиперболичната и елиптичната геометрия или всяка друга геометрия, която не е евклидова. Макар да е обобщено понятие, под него обикновено се подразбира сферична геометрия и геометрия на Лобачевски. Основната разлика между евклидовата и неевклидовата геометрия е естеството на успоредните прави. В евклидовата геометрия, ако са дадени права l и точка A, нележаща на l, то през A може да се прекара само една права, успоредна на l. В хиперболичната геометрия съществуват безброй много прави през A, успоредни на l, а в елиптичната геометрия не съществуват паралелни прави.
Друг начин да се опишат разликите между тези геометрии е ако човек си представи две прави в една двумерна повърхност, които са перпендикулярни на трета права. В евклидовата и хиперболичната геометрия тези две прави са успоредни. В евклидовата геометрия обаче тези две прави остават на еднакво разстояние една от друга, докато в хиперболичната геометрия те се отдалечават една от друга, увеличавайки разстоянието помежду си с отдалечаването от точката на пресичане с общия перпендикуляр. В елиптичната геометрия линиите се приближават една към друга и на края се пресичат – следователно в елиптичната геометрия не съществуват успоредни линии.

### Топология
Топологията е раздел на геометрията и се занимава с явленията на непрекъснатост. Тя изследва начините по които фигурите се деформират, без да променят основните си елементи. Първите сериозни трудове по топология могат да бъдат открити в работите на немските математици А. Мьобиус и Листинг от средата на 19 век. Листинг пръв въвежда термина топология около 1847 година. За баща на топологията се смята Анри Поанкаре, който според Мьобиус дава на топологията отправна точка с основополагащите си трудове от края на XIX век. Топологията се дели условно на алгебрична и обща.
Интересни открития в областта са Мьобиусовият лист и Клайновата бутилка. Мьобиусовият лист е лента, която има само една страна и един ръб. Получава се чрез полуусукване на обикновена лента. Клайновата бутилка има същото свойство, но е обемна фигура.

### Алгебрична и аналитична геометрия
Шаблон:Основни
Аналитичната геометрия е дял от математиката, която с помощта на алгебрични средства изследва геометричните обекти въз основа на въведени координати и координатни системи. Тя дава възможността на геометричните обекти (|точки, прави, криви, равнини, повърхнини) да се съпоставят числа, които ги отличават едни от други.
Основите на тази математическа дисциплина са поставени от Рене Декарт (1596 – 1650) и Пиер дьо Ферма (1601 – 1665), а детайлното ѝ развитие е дело на Леонард Ойлер (1707 – 1783). Терминът „аналитична“ е въведен от Исак Нютон (1643 – 1727) в негов труд от 1671 г., издаден посмъртно през 1736 г. Аналитичната геометрия служи за основа за нови клонове на математиката, като например диференциалната геометрия, в която е внесен инструментариумът на математическия анализ и алгебричната геометрия, където се прилага теорията на алгебричните системи.

### Други области
Шаблон:Основни